# بيدرو فيليبي فرانكو
بيدرو فيليبي فرانكو (18 أبريل 1974 بلشبونة في البرتغال - ) هو لاعب كرة قدم برتغالي في مركز الدفاع. لعب مع فيتوريا دي غيماريش وموريرينسي ونادي أونياو دا ماديرا ونادي ريو أفي ونادي سول وناسيونال ماديرا ونافال ونادي ديبورتيفو داس أيفيس ونادي مايا ‏ ونادي بينفايل ونادي ليسا ‏ وAC Vila Meã ‏ وOdivelas F.C. ‏.

## وصلات خارجية
- بيدرو فيليبي فرانكو على موقع دوري كوريا الجنوبية (الإنجليزية)
- بيدرو فيليبي فرانكو على موقع قاعدة بيانات كرة القدم.إي يو (الإنجليزية)